# Чан Ён Силь
Чан Ён Силь (1390 г. — после 1442) — корейский учёный-изобретатель, работавший во времена государства Чосон (1392—1897). Чан Ён Силь родился в сословии крестьян, однако, ван Чосона Седжон Великий (1418—1450) вёл политику преодоления классовых барьеров, которая позволила Чан Ён Силю занять должность при дворе. Изобретения Чан Ён Силя, такие как осадкомер «чхыкуги» и водомерный камень «супхё», демонстрируют технологические достижения Чосона.

## Ранние годы
О рождении и предках Чан Ён Силя записано в генеалогических книгах клана Асан Чан и в ежегодных сводках Анналы династии Чосон. В соответствии с этими источниками, его отец, Чан Сён Хви, был представителем 8-го поколения клана Асан Чан. Чан Сён Хви был третьим из пяти братьев, и все его старшие братья были министрами Корё. Имеются исторические записи о его старшем брате, Чан Сён Бале, который родился в 1344 году, а его могила была расположена в Ыйсоне в провинции Кёнбук. В Анналах указано, что мать Чан Ён Силя была «кванги» (придоворной кисэн кор. 광기), поэтому Чан Ён Силь, как и его мать, относился к сословию «чхонмин» (кор. 천민, букв. подлые люди) — самой низшей ступень сословия простолюдинов в средневековой Корее,
Правивший тогда ван Чосона Седжон Великий ввёл систему назначения чиновников на основе их таланта, а не их богатства или социального класса. Благодаря этой системе и, невзирая на статус, Чан Ён Силь был назначен чиновником во дворце. Талантливые учёные, набранные в рамках этой системы работали в т. н. «Зале достойных» (кор. 집현전?, 集賢殿?; Чипхёнджон).

## Изобретения

### Астрономические инструменты

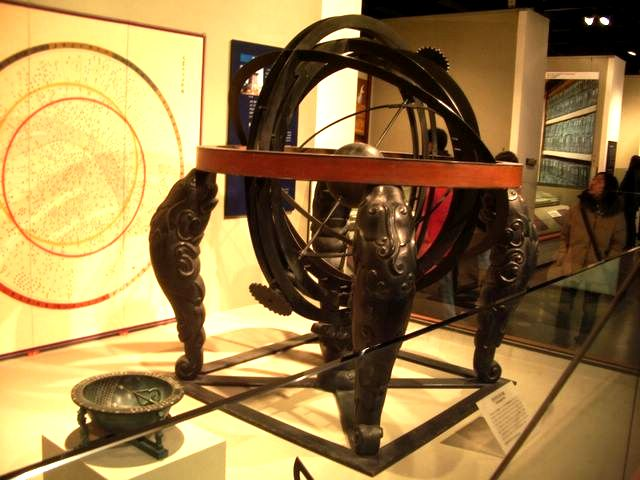
Первый корейский небесный глобус, изготовленный Чан Ён Силем

Первым заданием Чан Ён Силя было изготовление небесного глобуса с целью измерений астрономических объектов. Книги арабских и китайских авторов не содержали всех сведений, необходимых для его построения, что осложняло работу. Только через 2 месяца Чан Ён Силь закончил работу над сферическим устройством, которое могло выполнять измерения с удовлетворительной точностью. Год спустя после первой попытки, в 1433 году, Чан Ён Силь закончил работу над армиллярной сферой «хончхоный» (кор. 혼천의?, 渾天儀?). «Хончхоный» в соответствии с движением небесных тел вращался под действием потока воды. Независимо от времени суток, хончхоный показывал положение солнца, луны и звёзд. Изготовленные позднее небесные глобусы, например, «кюпхё» (кор. 규표) могли измерять время, учитывая сезонные изменения. Все эти инструменты, вместе с солнечными и водяными часами были установлены во дворцовом комплексе Кёнбоккун и широко использовались астрономами. Благодаря астрономическим инструментам Чан Ён Силя в 1442 году корейские астрономы составили точные расчёты движения семи небесных тел (пять видимых планет, солнца и луны), напечатанные в корейском астрономическом календаре «Чильчжонсан», (кор. 칠정산).

### Печатный станок
Печатный станок был изобретён в Корее ещё в 1234 г. Чхве Юн И (кор. 최윤의), за 214 лет до создания печатного станка Ионном Гуттенбергом. Седжон пожелал, чтобы учёные из «Зала достойных» усовершенствовали печатный станок. К 1434 г. работа над станком, получившим название «капинджа» (кор. 갑인자?, 甲寅字?)была завершена, он использовал медно-цинковые и олово-свинцовые литеры. Новый печатный станок был в 2 раза быстрее старого и печатал с поразительной красотой и чёткостью.

### Водяные часы

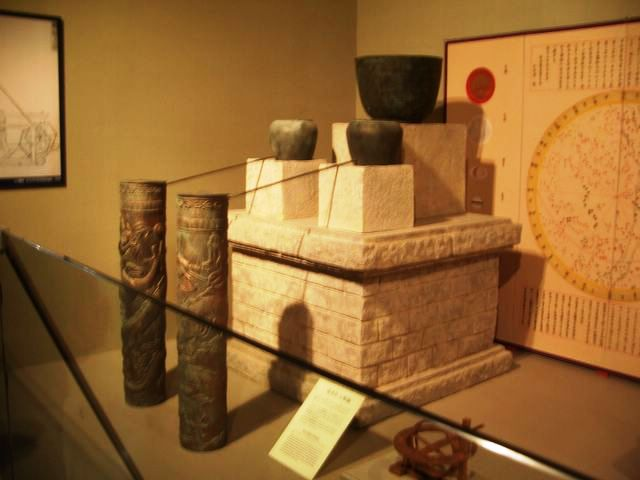
Уменьшенная модель водяных часов.

Согласно Самгук Саги, во времена существования трёх королевств (Три корейских государства) в Корее существовали водяные часы и служба, ответственная за их обслуживание. Часы состояли из двух вертикально расположенных сосудов с водой. Вода сливалась сверху вниз с определённой скоростью. Уровень воды указывал на время суток. Это было очень неудобно, так как служащий должен был каждый час бить в барабан, чтобы сообщать время.
Узнав о существовании водных часов с боем за границей, Седжон поручил Чан Ён Силю и другим учёным построить их аналог в Чосоне. Они не смогли разработать такие часы самостоятельно и отправились в Китай, чтобы изучить существующие конструкции. После возвращения в 1434 г. Чан Ён Силь построил водяные часы с боем «чагённу» (кор. 자격루). До настоящего времени эти водные часы не сохранились, однако существует их реконструкция.
На циферблате часов было установлено 12 деревянных фигур, которые служили индикаторами времени. Часы имели четыре ёмкости для воды, две ёмкости для слива и 12 стрелок, плавающих внутри нижнего контейнера. Когда вода из верхних контейнеров сливалась вниз по трубе в нижний контейнер, одна из стрелок наклоняла доску, заполненную небольшими железными шарами; шар скатывался по трубке в контейнер с более крупными железными шарами. Столкновение приводило к тому, что большие шары начинали двигаться вниз и ударяли по большой тарелке, сообщая время. А шарик падает в другой контейнер, который является частью комплекса рычагов и шкивов, запускающего движение деревянных фигур, чтобы визуально показывать время.

### Солнечные часы

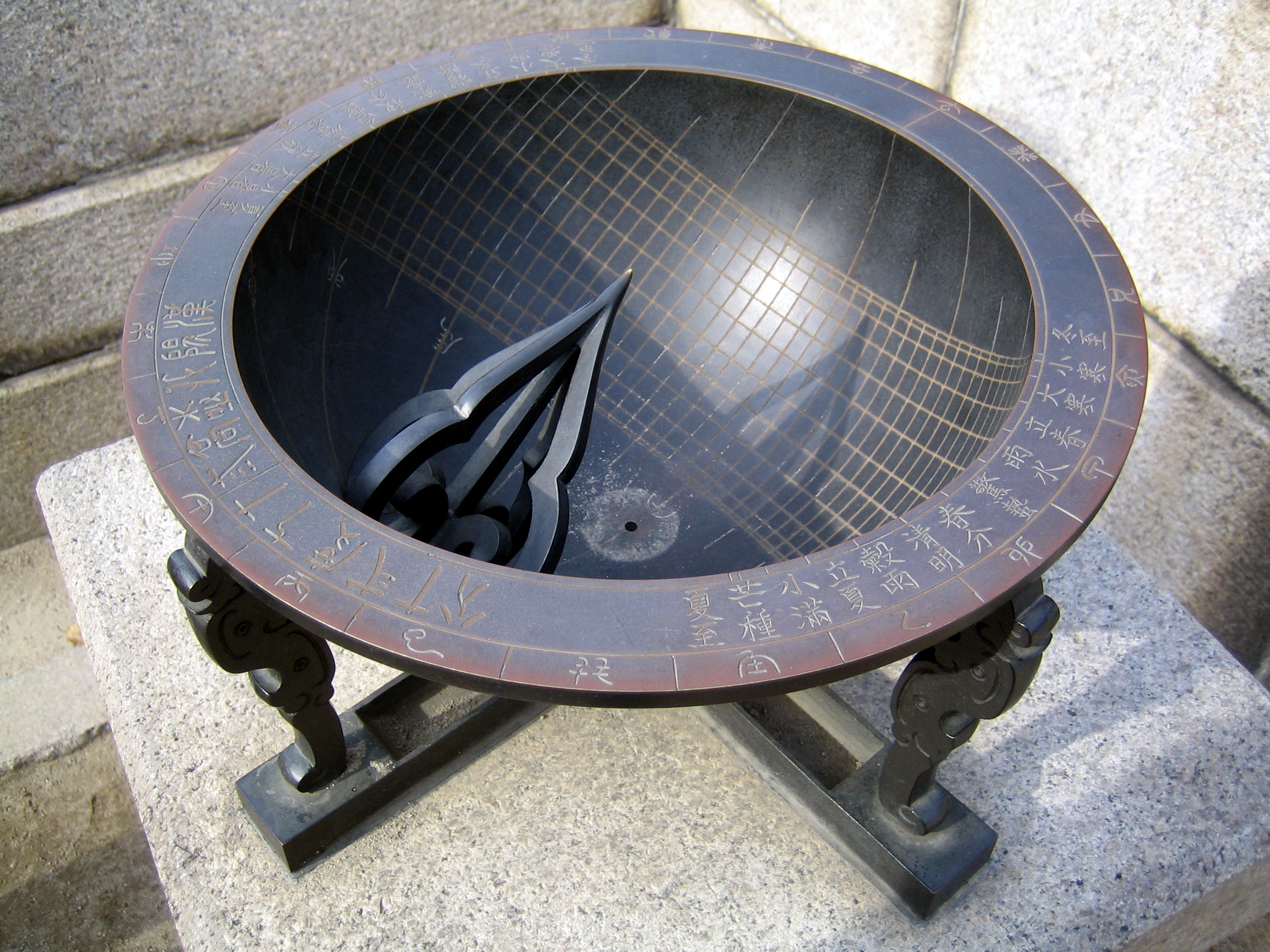
Солнечные часы, изготовленные Чан Ён Силем, в дворцовом комплексе Кёнбоккун.

Изобретение «чагённу» показало высокое мастерство корейских учёных. Однако из-за своей стоимости и сложности, оно не получило широкого распространения. Более дешёвой и доступной альтернативой были солнечные часы. Чан Ён Силь, И Чун, Кимджо и другие изготовили первые солнечные часы в Корее под названием «Анбуильгу» (кор. 앙부일구?, 仰釜日晷?) в форме котла. «Анбуильгу» были изготовлены из бронзы и состояли из чаши с множеством горизонтальных отметок, указывающих время. Дополнительные вертикальные линии пересекают горизонтальные отметки, компенсируя сезонные изменения движения солнца. «Анбуильгу» и другие варианты солнечных часов, такие как «Хёнджуильгу» (кор. 현주일구?, 懸珠日晷?) и «Чхонпхёнъильгу» (кор. 천평일구?, 天平日晷?), были установлены в городах, чтобы люди знали время суток. Поскольку большинство жителей не умели читать, около отметки каждого часа было вырезано изображение одного из 12 животных.

### Совершенствование оружия
Седжон обнаружил, что корейское холодное оружие — более тупое и тяжёлое, чем образцы из соседних стран. В связи с этим, он послал Чан Ён Силя в провинцию Кёнсан, где последний провёл детство, для разработки металлических сплавов для различных видов оружия и инструментов. Чан Ён Силь изучил добываемые там металлы и их характеристики, и представил свои исследования Седжону и его генералам, способствуя развитию корейского вооружения.

### Осадкомер
Корейская экономика во времена Чосона была аграрной и была уязвима для длительных засух или череды засух. Поэтому возникла необходимость в улучшении способов накапливания и расходования воды. В 1441 г. Чан Ён Силь изготовил осадкомер «чхыкуги» (кор. 측우기?, 測雨器?), а в 1442 г. стандартизированные осадкомеры высотой 107,95 см и диаметром 43 см начали устанавливать по всей стране для сбора данных о средних осадках в разных регионах страны.

### Водомер
Чтобы обеспечить лучшее управление водными ресурсами, Седжон распорядился подготовить инструмент, позволяющий жителем оценить количество имеющихся у них воды. И, в 1441 году, Чан Ён Силь изобрёл водомерный камень — «супхё» (/ кор. 수표?, 水標?). Это была калиброванная каменная колонна, расположенная посредине бассейна с водой и соединённая с берегом каменным мостом.

## Изгнание
Чрезвычайные достижения Чан Ён Силя завоевали значительный авторитет у вана Седжона. Некоторые правительственные чиновники очень завидовали Чан Ён Силю — человеку незнатного происхождения. Тем более, что в социальной иерархии Чосона учёные и инженеры не пользовались особым уважением.
В 1442 году Седжон приказал Чан Ён Силю построить богато декорированный паланкин. Когда король ехал на паланкине, то он сломался, и Чан Ён Силю пришлось нести за это ответственность. Несмотря на то, что король был против наказания, Чан Ён Силь был изгнан из королевского дворца и заключён в тюрьму на продолжительный срок. Дальнейшие события его жизни, включая дату его смерти, неизвестны до сих пор.